# Black Point (Sydgeorgien)
Reef Point är en udde i Sydgeorgien och Sydsandwichöarna (Storbritannien). Den ligger i den nordvästra delen av Sydgeorgien och Sydsandwichöarna.
Terrängen inåt land är kuperad. Havet är nära Reef Point norrut.  Trakten runt Reef Point är nära nog obefolkad, med mindre än två invånare per kvadratkilometer. Det finns inga samhällen i närheten. 